# Schadeleben
Schadeleben este o comună în Saxonia-Anhalt, Germania